# Buprèstids
Els buprèstids (Buprestidae) són una família de coleòpters polífags que inclou unes 13.000 espècies, fitòfagues tant en estat adult com larvari i que, en alguns casos, poden ser plagues per a l'agricultura. Moltes espècies tenen colors vistosos sent veritables joies per als col·leccionistes, la qual cosa queda reflectida al seu nom comú en anglès (jewel beetles).

## Morfologia
Els ulls són grans i sencers, i no tenen ocels, les antenes són serrades, d'onze artells, la base del pronot no presenta angles prolongats i s'encaixa perfectament amb els èlitres, l'apòfisi del prostern està més o menys encaixada en una cavitat del mesostern, mecanisme destinat a la fixació del protòrax. Els èlitres cobreixen tot l'abdomen i les ales. Els tarsos són pentàmers, és a dir, tenen cinc artells en totes les potes; l'abdomen té els primers segments visibles fusionats.
Les larves no tenen potes ni cercs i el labre és lliure.

## Biologia i ecologia
Els buprèstids són àgils, bons voladors i eminentment diürns; volen a ple sol (heliòfils) i quan la temperatura és alta (termòfils), sent actius a les hores centrals del dia. Són tots fitòfags, alimentant sobretot d'escorça tendra, fulles o pol·len a les flors. En cas de perill repleguen antenes i potes i es deixen caure a terra on romanen immòbils i passen desapercebuts.
Les femelles dipositen els ous a les esquerdes de les escorces, les tiges de plantes baixes, al coll de les arrels o sobre les fulles. Algunes espècies (Judolinae) fan la posta en el sòl. En la majoria d'ocasions trien arbres o vegetació morta, malalta o debilitada per l'atac d'altres insectes, incendis, etc., amb el que contribueixen al sanejament dels boscs. No obstant això, algunes espècies ataquen plantes sanes i constitueixen plagues.
El mode de vida de les larves és variat. Les larves de Judolinae són endogees, és a dir, viuen a l'interior del sòl, desplaçant activament i alimentant d'arrels. Moltes larves de buprèstids són xilòfagues, és a dir, excaven galeries a l'interior de la fusta (ja siguin troncs, branques o arrels), de la qual s'alimenten, com és el cas de molts Buprestinae, Acmaeoderini, Chrysobothrini o Agrilini. Altres larves perforen i devoren la medul·la de plantes herbàcies anuals, sense tronc, com per exemple els Coraebini i Aphanisticini. Finalment, algunes espècies, com les de la tribu Trachydini són minadores de fulles.

## Taxonomia
Els buprèstids es subdivideixen en 7 subfamílies:
- Subfamília Julodinae Lacordaire, 1857
- Subfamília Polycestinae Lacordaire, 1857
- Subfamília Galbellinae Reitter, 1911
- Subfamília Chrysochroinae Laporte, 1835
- Subfamília Buprestinae Leach, 1815
- Subfamília Agrilinae Laporte, 1835
- Subfamília Parathyreinae † Alexeev, 1994

L'antiga subfamília Schizopodinae és considerada ara com una família independent.

## Galeria

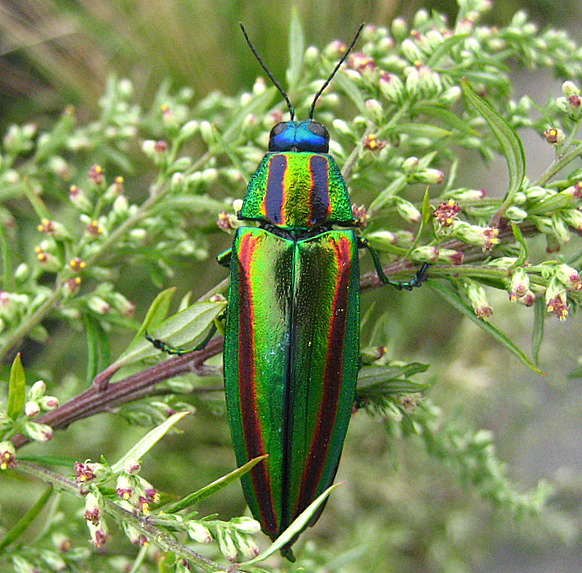
Chrysochroa fulgidissima  (Japó)
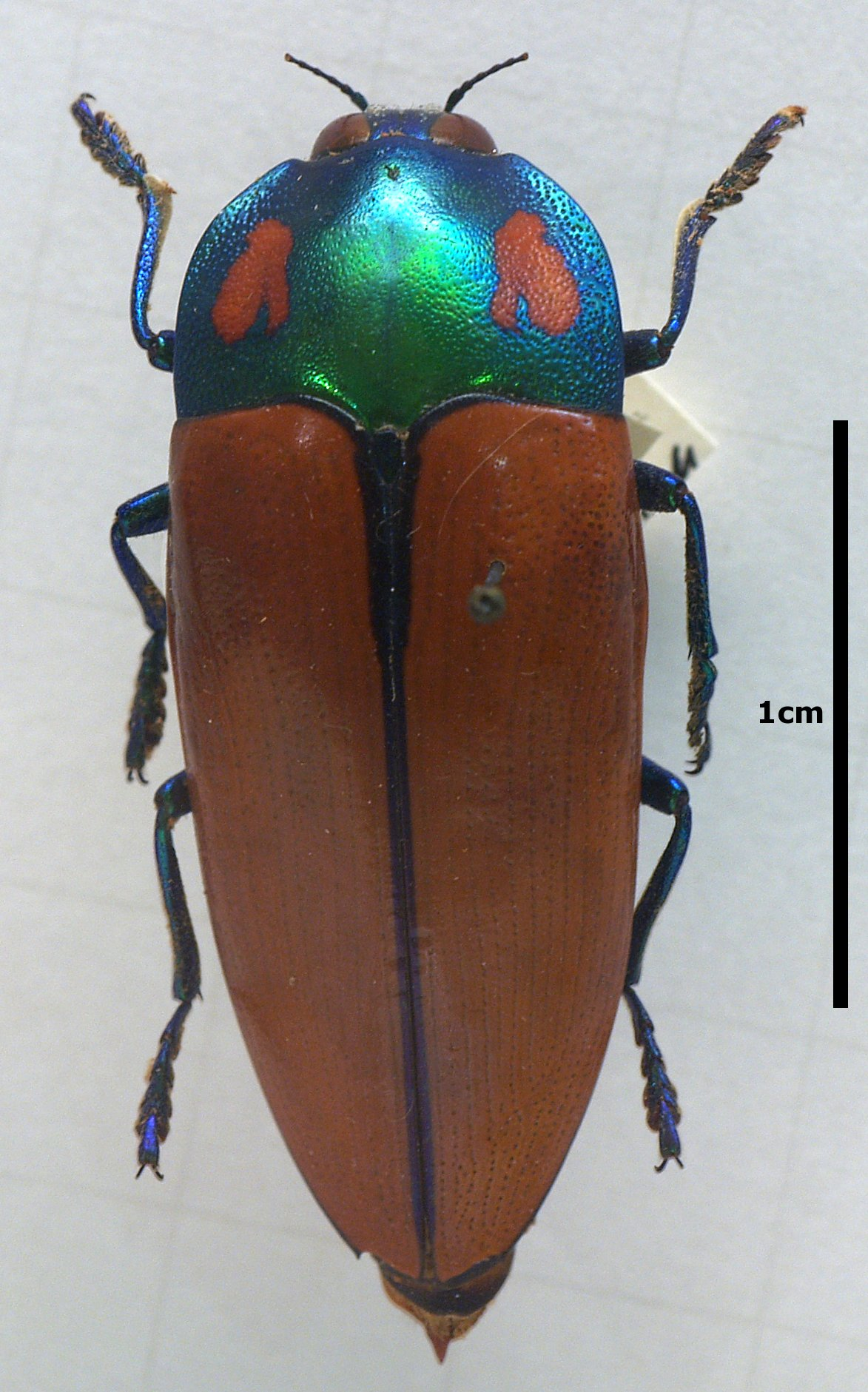
Calodema kirbyi (Austràlia)
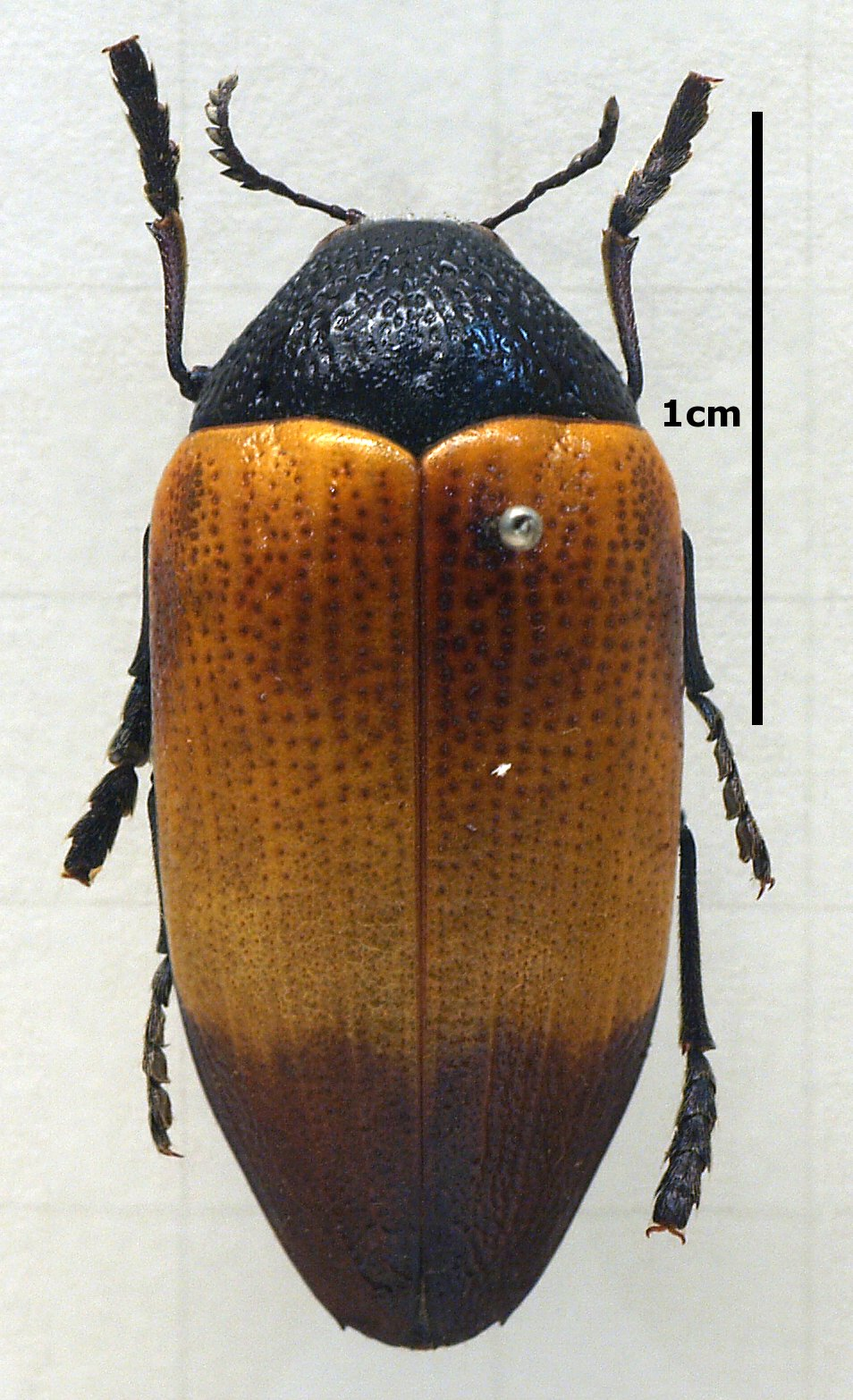
Sternocera hunteri (Àfrica)
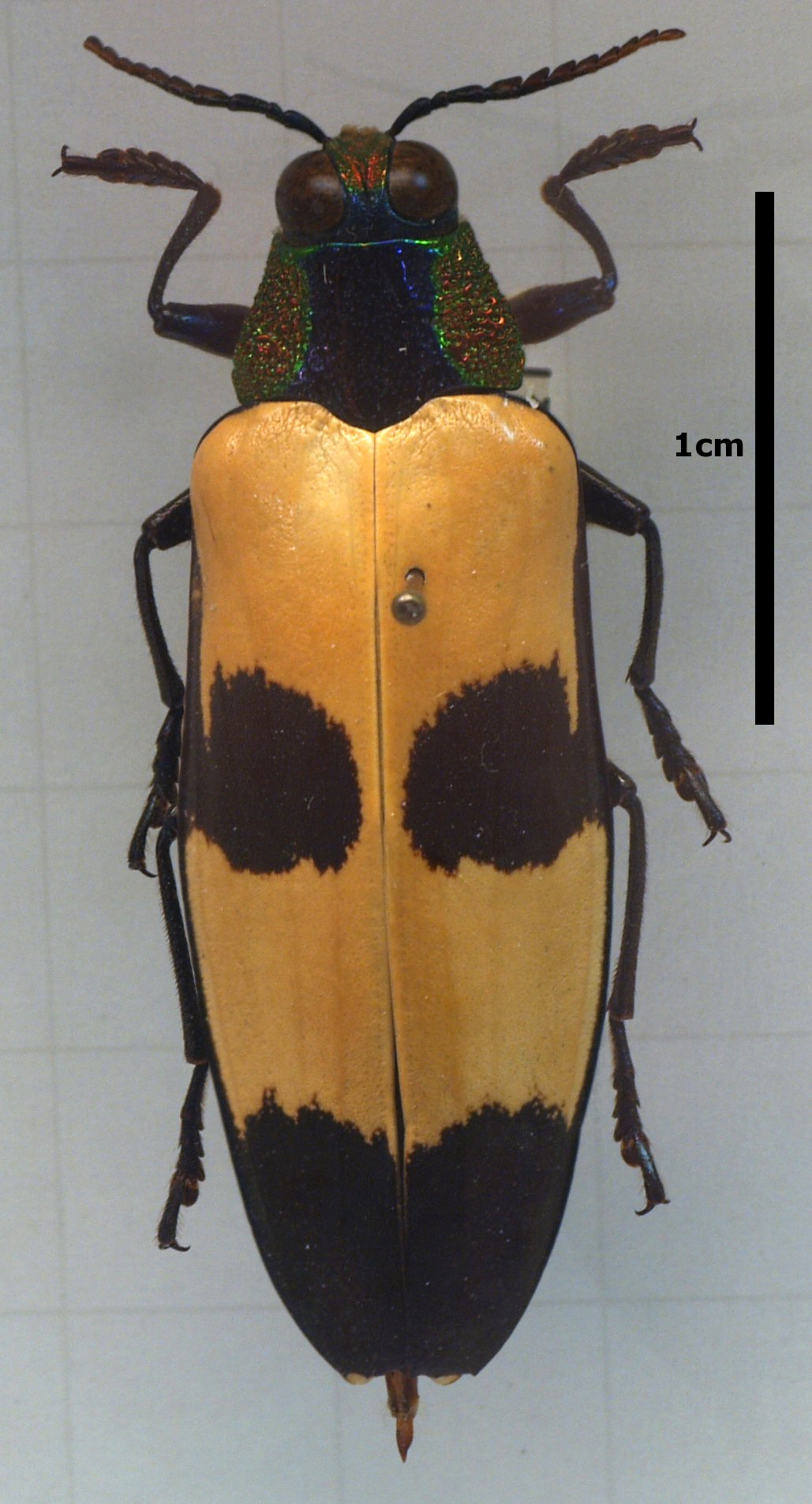
Chrysochroa buqueti (Asia)
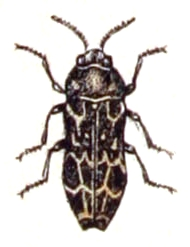
Corc del suro Coraebus undatus